# ヒスン
イ・ヒスン（朝:이희승 、中:李羲承、英:Lee Heeseung 、2001年10月15日 - ）は、韓国出身の歌手であり、BELIFT LAB所属の7人組ボーイズグループ、ENHYPENの最年長メンバーである。あだ名は「バンビ」「万能センター」。
身長181.5cm。血液型はA型。MBTIはINFP→INTP→ESTP。

## 略歴
2001年10月15日、大韓民国 京畿道義王市に生まれる。高校受験の時に、Big Hit  Entertainment(現:HYBE)からスカウトを受け、練習生となる。地元の榛接高校に入学後、高校1年生の途中で練習生としてソウルへ上京したのをきっかけに廣南高校に転校。
2020年6月、CJ E&MとBig Hit Entertainmentの合併会社であるBELIFT LABとMnetが制作したアイドルサバイバル番組『I-LAND』に参加。当該番組内で自身が先輩グループに当たる、TOMORROW X TOGETHERのメンバー候補であったと明かす。最終選考に残った12人のうち5位となり、3年１カ月というI-LAND参加者の中でも長い練習生期間の末、男性アイドルグループ・ENHYPENのメンバーとして2020年11月30日にデビューした。